# Les P'tits Mots
Albums de Dalida
Mondialement vôtre
(1982) Femme...
(1983)
Les P'tits Mots est le titre d'un album de Dalida paru en 1983. Celui-ci présente dix nouvelles chansons enregistrées au début de l'année.
L'album contient une chanson qui devient emblématique dans le répertoire de la chanteuse : Mourir sur scène. Dalida chante plusieurs fois l'amour, qui est une thématique récurrente de son répertoire : S'aimer, J'aime, Le Premier Amour du monde.
Par ailleurs, d'autres chansons sortent un peu du conventionnel sur cet album : Lucas décrit l'histoire d'une femme n'ayant pas eu d'enfant, Bravo résume une carrière à elle seule, Mourir sur scène aborde le thème de la mort et du suicide. Ultérieurement, les titres Téléphonez-moi, Mourir sur scène résonnent comme un écho à la disparition de la chanteuse quatre ans plus tard.
Cet album marque un tournant notable dans la carrière de l'artiste, à nouveau endeuillée par le suicide de son ancien compagnon Richard Chanfray en juillet de la même année. Dalida abandonne le temps de l'enregistrement et de la promotion de ce disque les chansons dansantes, genre dans lequel elle évoluait presque exclusivement depuis 1976. Elle y revient toutefois l'année suivante avec une reprise de Kalimba de Luna. 

## Titres

### Face A
- Les P'tits Mots
- Lucas
- Téléphonez-moi
- Marie-Madeleine
- Bravo

### Face B
- Mourir sur scène
- Le Restaurant italien
- J'aime (thème du film Le Battant)
- S'aimer
- Le Premier Amour du monde

## Single
- Les P'tits Mots (face B : Mourir sur scène)

## Versions multilingues
- Les P'tits Mots a été enregistré en anglais (Little Words), en italien (Le parole di ogni giorno), en espagnol (Las palabras corrientes) et en allemand (Der Charme der kleine Worte).
- Le Restaurant italien a été enregistré en anglais (Italian Restaurant), en allemand (Buona sera Phantasie) et en espagnol (El restaurante italiano)
- Mourir sur scène a été enregistrée en anglais (Born to Sing), en italien (Quando nasce un nuovo amore) et en espagnol (Morir cantando).
- Téléphonez-moi a été enregistrée en espagnol (Por el telefono).

## Promotion
Dalida fait largement la promotion des chansons de l'album au cours d'apparitions télévisées. La plus complète des promotions a lieu lors de la diffusion du Numéro 1 à Dalida en mai 1983 où la chanteuse interprète sept titres de l'album.